# Войнянка
Войнянка (словац. Vojnianka) — річка в Словаччині, права притока Словенського потоку, протікає в окрузі Кежмарок.
Довжина приблизно 7.0-7.5 км. Витік знаходиться в масиві Підтатранська улоговина (геоморфологічна підодиниця Попрадська улоговина); на висоті близько 960-965 метрів. Протікає територією сіл  Словенска Вес; Войняни; Бушовці..
Впадає у Білу на висоті приблизно 610-615 метрів.